# Віла-Шан-де-Брасіоза
Віла-Шан-де-Брасіоза (порт. Vila Chã de Braciosa; МФА: [ˈvi.ɫɐ ˈʃɐ̃ dɨ bɾɐ.si.ˈo.zɐ]) — парафія в Португалії, у муніципалітеті Міранда-ду-Дору. Розташована в північно-східній частині країни, на теренах історичної португальської провінції Трансмонтана. Входить до складу округу Браганса. За адміністративним поділом, чинним до 1976 року, терени парафії були складовою провінції Трансмонтана і Верхнє Дору. Належить до Брагансько-Мірандської діоцезії Католицької церкви. Патрон — святий Христофор. Площа — 42,9372 км². Населення — 327 ос. (2011). Слабо урбанізований регіон. Густота населення — 7,62 осіб/км²
. Код — 040616.

## Населення
| Кількість мешканців | Кількість мешканців | Кількість мешканців | Кількість мешканців | Кількість мешканців | Кількість мешканців | Кількість мешканців | Кількість мешканців | Кількість мешканців | Кількість мешканців | Кількість мешканців | Кількість мешканців | Кількість мешканців | Кількість мешканців | Кількість мешканців |
| ------------------- | ------------------- | ------------------- | ------------------- | ------------------- | ------------------- | ------------------- | ------------------- | ------------------- | ------------------- | ------------------- | ------------------- | ------------------- | ------------------- | ------------------- |
| 1864                | 1878                | 1890                | 1900                | 1911                | 1920                | 1930                | 1940                | 1950                | 1960                | 1970                | 1981                | 1991                | 2001                | 2011                |
| 766                 | 814                 | 813                 | 875                 | 947                 | 976                 | 1 007               | 1 052               | 1 014               | 1 026               | 628                 | 568                 | 459                 | 391                 | 327                 |